# 1977年の日本の女性史
1977年の日本の女性史（1977ねんのにほんのじょせいし）は、1977年（昭和52年）の日本における女性に関するできごとを時系列的に挙げる。参考文献は日本の女性史年表を参照のこと。
本項目は歴史研究としての女性史ではなく、日本における女性に関するできごとをある体系に基づいて述べようとするものではない。
- 1月17日 国際婦人連絡会、福田首相に面会、「男女平等を実現するための要望書」手渡す。
- 1月17日 婦人問題推進会議、「国内行動計画」を決定
- 1月27日 森英恵、パリへ進出、オートクチュールの店を開店
- 1月- 学習院大学の田中靖政教授による大学生の性意識調査、日本の女子大生は25年前のアメリカ人並みの性意識を持ち、親の世代よりも保守的
- 1月- 『思想の科学』で「女性と天皇制」の連載、翌78年6月まで。女たちの間に天皇制を問題にする動きが盛んになる。
- 2月1日 政府、「婦人の10年国内行動計画」を発表、抽象的であると国際婦人連絡会など各種婦人団体から抗議・批判声明
- 2月3日 総評、「国内行動計画」を批判、母性保障等に関するILO条約批准などの推進を春闘の重要課題とするよう全国に通知
- 2月12日 資生堂、日米OL意識調査、職業はアメリカ女性が意欲的、セックスは日本女性が開放的
- 2月14日 東京都立高等保母学院（現・都立高等保育学院）、男子の入学者も募集、応募者1633人中男子111人
- 4月15日 東京都、婦人相談センター 開設、女の「駆け込み寺」として反響をよぶ。
都内の各種女性グループから多くの要望が寄せられたため、それまであった婦人相談所を婦人相談センターに改組したもの。婦人相談所は、売春防止法に基づき元売春婦の更生のための施設であったが、時代の変化とともに利用者も様変わりしていた。
- 4月- 国鉄、戦後初めて一般職員として女性を採用、27人
- 5月5日 厚生省、母乳キャンペーンを実施。体形がくずれると母親が母乳での授乳を嫌がったり、医師も人工栄養を勧める等、母乳を与える母親が減少したため
- 5月20日 リブ新宿センター 休館、実質的閉館
- 5月20日 障害者の生活と権利を守る全国連絡協議会会長矢島せい子、ヘレン・ケラー賞受賞
- 5月22日 第3回魔女コンサート「舞い上がれ--女たちの熱い思い」、日比谷野外音楽堂で
- 5月27日 福岡地方裁判所小倉支部、女子の漁協加入承認を命ずる。
- 5月25日 大阪大学のアメリカ人講師ペーダ、ジーパン姿の女子学生の受講を拒否、ジーパン論争おこる 。
学生たちは女性差別であると抗議。マスコミに取り上げられ、全国的な話題に。講師は日本の将来を憂うと主張して辞任
- 6月10日 新・女の時局大演説会、政治を変えたい女たちの会主催、参院選に田中寿美子・吉武輝子・俵萌子を推薦
- 6月12日 樋口久子、全米女子プロゴルフ選手権で日本人として初の優勝
- 6月13日 労働省、「若年定年制、結婚退職制等改善年次計画」策定
- 6月14日 婦人問題企画推進本部、「婦人の政策設定参加を推進する特別活動推進要綱」決定
- 6月18日 中ピ連の日本女性党、政治団体として届出、確認団体となる。
- 6月- 長崎県漁協婦人部会、『だれでもできる魚のクッキングカード』発売、40枚セットで150円、イワシやサバの料理法を紹介、1年間に7万セットを売り上げた。
- 7月8日 前年76年に司法研修所で女性差別をした裁判官等に対し、国会の裁判官追訴委員会、裁判官不起訴を決定
- 7月12日 東京都行動計画作成に当たっての「都知事を囲む対話集会--婦人問題を考える」、都庁ホールで
- 7月23日 文部省「小・中学校学習指導要領」告知、中学技術・家庭の一領域のみ男女相互乗り入れに
- 7月- 農林省、「農村婦人の家」設置開始、各市町村に設置
- 7月- 化粧品で皮膚が黒くなったとして被害女性たちがポーラ・資生堂等の化粧品メーカー5社を相手に損害賠償請求訴訟　昭和56年12月和解
- 8月- 農林省、「婦人農業従事者セミナー開設事業」開始
- 8月10-15日 婦人国際平和自由連盟第20回総会、東京で、22ヵ国277人参加
- 8月20-21日 行動を起こす女たちの会、「性差別と政治」を語る合宿、200人参加
- 8月27-28日 「女性史のつどい」初の全国集会、名古屋で
- 9月20日 ベイ・シティ・ローラーズ公演で40人の少女失神、日本武道館で
- 9月- 労働省、婦人少年局に婦人雇用コンサルタントを配置
- 9月- 第百生命（現・マニュライフ生命保険）によるアンケート調査、夫婦喧嘩の禁句は、男性「出て行け」「バカモノ」「ブス」、女性「モウロクジジイ」「安月給」
- 10月20日 埼玉県に国立婦人教育会館設立。女性学・ジェンダー研究に関する情報提供、研修・会議の開催など諸事業を行う。以後、各地方自治体で相次いで女性センター設立の動き
- 10月- 日本人男性の台湾旅行で、買春”夜の観光”問題になる。
- 10月- 開成学園高校の生徒、父親に殺される。夜ごとの息子の暴力が原因、のち母親が自殺
自殺の際の母親の裁判官へ宛てた遺書に「夫は私と結婚しなければあの息子の父親になることは無かった。だから、私と結婚しなければ夫は殺人を犯すことは無かった。私の命に換えて夫の寛刑を」と
- 12月3日 行動する女たちの会総括集会「闘いつづける女たち--低成長下のきびしさのなかで」、渋谷勤労福祉会館で
- 12月- 日本最初の国籍法違憲訴訟が東京地裁に、日本女性とアメリカ人男性の結婚で生まれて無国籍となっている女児が原告
　日本の国籍法では、国際結婚で生まれた児が日本国籍を取得できるのは父親が日本人の場合に限られていた。国会で初めて、日本の国籍法の男性優位は憲法14条の「法の下の平等」や24条に反するという指摘、新聞報道で反響を呼ぶ。
　1981年3月 東京地裁、父系優先血統主義の国籍法について、帰化で補完できるとして合憲の判決
　1982年6月 東京高等裁判所、控訴審で一審判決を支持
　1984年5月21日 国籍法・戸籍法改正、父母系血統主義を採用　出生時に父か母かが日本国民ならば日本国籍を取得できる。

- 日航女子社員、日弁連「女性の権利に関する特別委員会」に性差別の告発と調査の申立
- 日本女性学研究会 発足
- 国際女性学会 設立
- 『厚生白書』、"高齢者社会"は"おばあさん社会"など指摘
- トルコ風呂増え続け、トルコ嬢1万7330名
- パンティストッキング1足115～140円、100円以下は姿消す。
- 結婚件数81万3000件、前年より5万8500件の減。離婚件数12万9000件、前年より4500件増、結婚後5～10年目のカップルが最多
- 京都玉姫殿、朝鮮民族衣装による挙式を拒否
- 平均寿命、男72.69歳でスウェーデンを抜き世界1位、女77.95歳でスウェーデンと同位で1位